# منطقه حارم

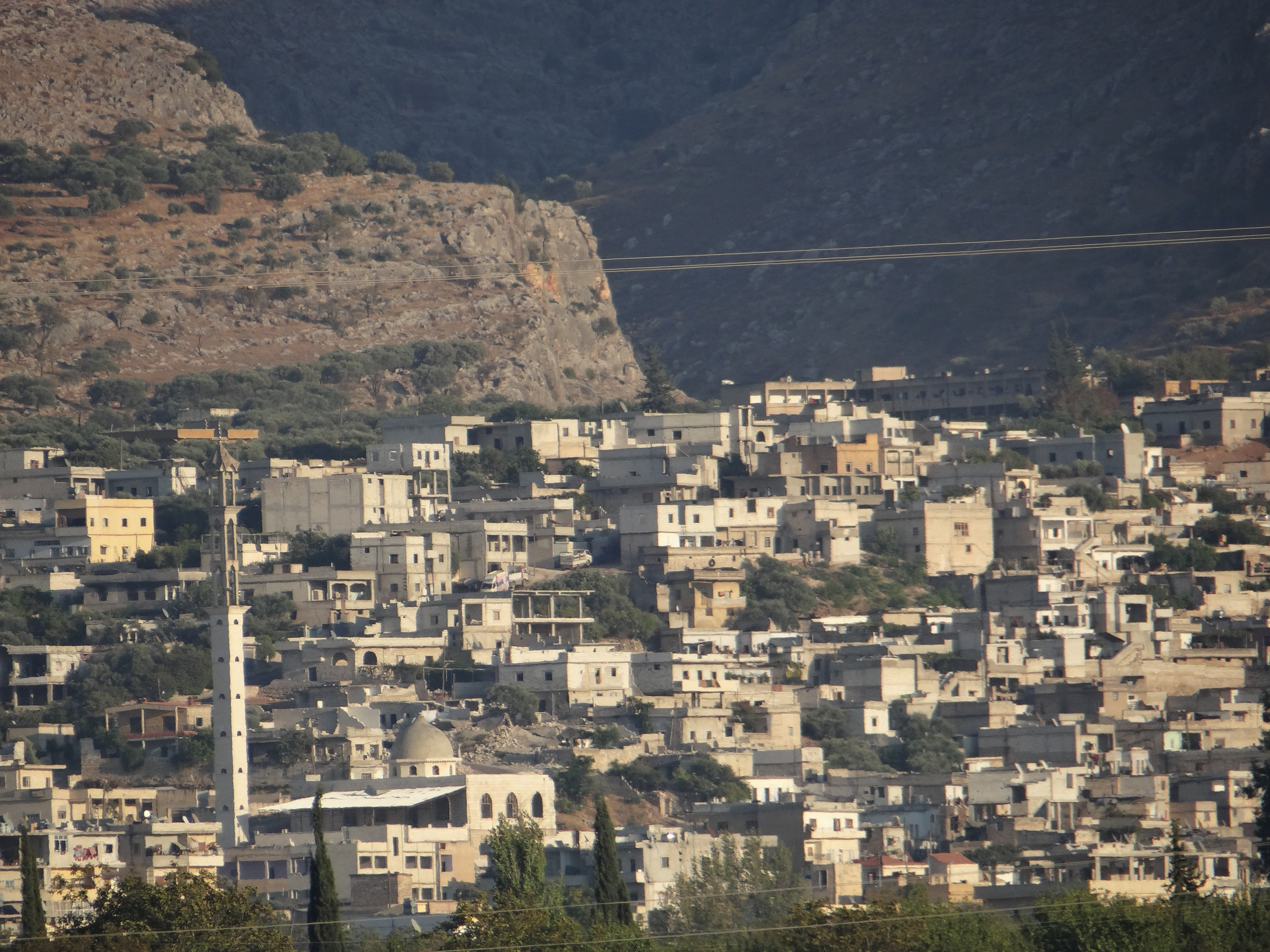
نمایی از شهر حارم، مرکز منطقه حارم. ادلب، سوریه - ۲۰۱۳

منطقه حارم (به عربی:منطقة حارم) یکی از منطقه‌های استان ادلب در سوریه است. بر اساس سرشماری سال ۲۰۰۴ این منطقه ۱۷۵٬۴۸۲ نفر جمعیت داشت. مرکز این منطقه شهر حارم است.

## تقسیمات اداری
منطقه حارم ۶ بخش یا ناحیه دارد. جمعیت بخش‌های آن طبق سرشماری سال ۲۰۰۴:
بخش حارم (ناحیة حارم):۱۲٬۸۹۴ نفر.
بخش الدنا (ناحیة الدانا):۶۰٬۰۵۸ نفر.
بخش سلقین (ناحیة سلقین):۴۷٬۹۳۹ نفر.
بخش کفر تخاریم (ناحیة کفر تخاریم):۱۴٬۷۷۲ نفر.
بخش قورقوینا (ناحیة قورقینا):۱۲٬۵۵۲ نفر.
بخش ارمناز (ناحیة أرمناز):۲۷٬۲۶۷ نفر.